# Council of the Americas
Le Council of the Americas (Conseil des Amériques), à l'origine Business Group for Latin America (Groupe d'affaires pour l'Amérique latine), une ONG fondée en 1963 par David Rockefeller, président de la Chase Manhattan Bank, à la demande du président John F. Kennedy, ceci afin de promouvoir, en principe, le libre-échange, la démocratie et l'ouverture des marchés sur le continent américain.

## Histoire
À l'origine, le Business Group for Latin America comprenait des cadres dirigeants comme C. Jay Parkinson, le PDG d'Anaconda Copper, très présente au Chili; Harold Geneen, dirigeant de l'International Telephone and Telegraph Corporation (1959-1972), également présente au Chili ; ou Donald M. Kendall (en), PDG de PepsiCo. Ces firmes soutinrent toutes l'intervention de Nixon et Kissinger contre Allende au Chili. Selon le journaliste Seymour Hersh, le Business Group, transformé en 1970 en Conseil des Amériques, entretenait des liens étroits dès 1964 avec la CIA. Enno Hobbing, agent de liaison de la CIA pour le Business Group selon Hersch, et qui avait participé au renversement d'Arbenz au Guatemala, a par la suite pantouflé au Conseil selon le Prix Pulitzer Seymour Hersh.

## Le Conseil aujourd'hui
Aujourd'hui, le Conseil des Amériques regroupe plus de 200 entreprises, particulièrement présentes en Amérique latine. Il a effectué du lobbying[citation nécessaire] en faveur de l'ALENA et du CAFTA, ainsi que pour la procédure dite du fast track qui a permis, de 1975 à 1994, puis à nouveau depuis le Trade Act de 2002 (en), au président des États-Unis de négocier les accords de commerce internationaux en soumettant ceux-ci au Congrès qui n'a que le pouvoir de les approuver ou de les rejeter sans pouvoir les amender.[réf. nécessaire]

## Entreprises importantes membre du Conseil
- American International Group
- Chevron
- Citigroup
- Coca-Cola
- ExxonMobil
- Ford
- General Electric
- General Motors
- IBM
- Johnson & Johnson
- JP Morgan Chase
- Kissinger McLarty Associates
- McDonalds
- Microsoft
- Pfizer
- Philip Morris
- Shell International
- Time Warner
- Toyota
- Walmart

## Conseil d'administration
[Quand ?]
- Secrétaire honoraire : David Rockefeller
- Secrétaire : William R. Rhodes

Les directeurs importants incluent :
- A. Bermudez
  - President & PDG du Commercial Business Group, Citibank Texas, N.A.
- Stephen E. Biegun
  - Corporate Officer et vice-président de International Government Affairs, Ford
- Nestor T. Carbonell
  - Vice-président, International Public Affairs, PepsiCo
- Terrence J. Checki
  - Vice-Président & directeur des marchés émergents et du Groupe d'affaires internationales de la Federal Reserve Bank of New York
- Edward T. Cloonan
  - Vice-président, International and Corporate Affairs, American International Group
- Juan Fernández-Oliva
  - General Manager, Latin America, IBM Global Services
- Andreas Fibig
  - Regional President-Latin America, PGP, Pfizer
- Sergio J. Galvis
  - Partner, Sullivan & Cromwell
- Craig Herkert
  - President & Chief Executive Officer, The Americas, Walmart International
- Maureen Kempston Darkes
  - Group Vice President et président, Latin America, Africa and Middle East, General Motors Corporation
- Stuart R. McGill
  - Senior Vice President, ExxonMobil Corporation
- Mack McLarty, III
  - President, Kissinger McLarty Associates
- Marvin Odum
  - Executive Vice President, EP Americas, Shell International
- Brian D. O'Neill
  - Managing Director and Chairman, Latin America, JP Morgan Chase
- Alixandre Schijman
  - Executive Director, Global Policy, Time Warner Inc.
- Alexandre G. Silva
  - Président et CEO, South America, GE Company.